# Sphenomorphus sanctus
Espèce
Synonymes
- Lygosoma sancta Duméril & Bibron, 1839

Sphenomorphus sanctus est une espèce de sauriens de la famille des Scincidae.

## Répartition
Cette espèce se rencontre :
- en Indonésie sur les îles de Java et de Sumatra ;
- en Malaisie péninsulaire.

## Liste des sous-espèces
Selon The Reptile Database (7 décembre 2012) :
- Sphenomorphus sanctus sanctus (Duméril & Bibron, 1839)
- Sphenomorphus sanctus tenggeranus Mertens, 1957

## Publications originales
- Duméril & Bibron, 1839 : Erpétologie Générale ou Histoire Naturelle Complète des Reptiles. vol. 5, Roret/Fain et Thunot, Paris, p. 1-871 (texte intégral).
- Mertens, 1957 : Zur Herpetofauna von Ostjava und Bali. Senckenbergiana biologica, vol. 38, p. 23-31